# Petr Pižanowski
Petr Pižanowski (* 13. dubna 1974 Olomouc) je český fotbalový brankář, který momentálně působí v týmu FC Písek jako trenér brankářů.
Začínal ve Chválkovicích, z kterých přestoupil do Olomouce. V lednu 2000 přešel do Viktorie Žižkov. Po pěti letech mu vypršela smlouva a Pižanowski zkusil štěstí v zahraničí a odešel do klubu Škoda Xanthi. Po návratu do Čech působil jako amatér v Jirnech a v létě 2007 přestoupil do Mladé Boleslavi. Zde během dvou let nasbíral 6 ligových startů a v roce 2009 klub opustil, když zamířil do FK Bohemians Praha (Střížkov). S mládežnickým reprezentačním týmem do 16 let se stal mistrem Evropy v roce 1990 v Německém Erfurtu, kde ve finálovém souboji výběr Československa porazil tehdejší Jugoslávii 4:2 po prodloužení.
V lednu 2012 se stal trenérem brankářů v FC Písek.